# Fangarm
 Denne artikel bør gennemlæses af en person med fagkendskab for at sikre den faglige korrekthed.

 Der er for få eller ingen kildehenvisninger i denne artikel, hvilket er et problem. Du kan hjælpe ved at angive troværdige kilder til de påstande, som fremføres i artiklen.

En fangarm eller tentakel er et bevægeligt følehorn hos hvirvelløse dyr.

## Dyr der har fangarme
- Blæksprutter
- Nautilus
- Nældecelledyr polypdyr (vandmand, brandmand, havhveps...)
- Rur